# Elena Fietta
Elena Fietta (Bassano del Grappa, 23 aprile 1995) è una cestista italiana.
Alta 165 centimetri, in campo gioca come playmaker in Serie A1 nel GEAS Sesto San Giovanni.

## Carriera
Cresciuta nelle formazioni della sua città natale, nel 2013 viene ingaggiata da Vicenza, dove esordisce in Serie A2 il 17 novembre. Nel 2016 si trasferisce sempre in A2 nelle Lupe San Martino.
Dal 2018 passa al San Martino.
Inizia la stagione 2021-22 al Vicenza in A2, per poi trasferirsi nel GEAS Sesto San Giovanni.

## Statistiche

### Presenze e punti nei club
Statistiche aggiornate al 30 giugno 2018.
| Stagione        | Squadra            | Competizione    | Partite | Partite | Partite | Statistiche tiro | Statistiche tiro | Statistiche tiro | Altre statistiche | Altre statistiche | Altre statistiche | Altre statistiche | Altre statistiche |
| Stagione        | Squadra            | Competizione    | Pres.   | Titol.  | Minuti  | Tiri da 2        | Tiri da 3        | Liberi           | Rimb.             | Assist            | Rubate            | Stopp.            | Punti             |
| --------------- | ------------------ | --------------- | ------- | ------- | ------- | ---------------- | ---------------- | ---------------- | ----------------- | ----------------- | ----------------- | ----------------- | ----------------- |
| 2013-2014       | Velco Vicenza      | Serie A2        | 3       | 0       | 20      | 3/9              | 1/1              | 2/3              | 0                 | 2                 | 2                 | 0                 | 11                |
| 2014-2015       | Velco Vicenza      | Serie A2        | 23      | 13      | 435     | 41/119           | 3/21             | 19/34            | 34                | 22                | 32                | 1                 | 110               |
| 2015-2016       | Velco Vicenza      | Serie A2        | 25      | 1       | 229     | 19/58            | 7/19             | 11/14            | 23                | 19                | 10                | 0                 | 70                |
| 2016-2017       | Fanola San Martino | Serie A2        | 26      | 26      | 758     | 93/211           | 11/56            | 31/52            | 77                | 59                | 47                | 1                 | 250               |
| 2017-2018       | Fanola San Martino | Serie A2        | 26      | 25      | 776     | 89/207           | 9/44             | 51/62            | 109               | 94                | 37                | 0                 | 256               |
| 2018-2019       | Fila San Martino   | Serie A1        |         |         |         | /                | /                | /                |                   |                   |                   |                   |                   |
| Totale carriera | Totale carriera    | Totale carriera | 103     | 65      | 2.218   | 245/604 40,6 %   | 31/141 22,0 %    | 114/165 69,0 %   | 243               | 196               | 128               | 2                 | 697               |